# Thelypteris mertensioides
Thelypteris mertensioides är en kärrbräkenväxtart som först beskrevs av Carl Frederik Albert Christensen, och fick sitt nu gällande namn av Clyde Franklin Reed. Thelypteris mertensioides ingår i släktet Thelypteris och familjen Thelypteridaceae. Inga underarter finns listade.